# Presles-en-Brie
Presles-en-Brie é uma comuna francesa, situada no departamento de Seine-et-Marne na região de Île-de-France.